# Delfy y sus amigos
Delfy y sus amigos es una serie de dibujos animados que se estrenó en 1992. Es una serie que tenía como tema las aventuras de un grupo de peces y animales terrestres alrededor del mundo, quienes deciden salvar su océano, y a las especies en peligro de extinción, de la contaminación.
Fue producida por Antoni D'Ocon (D'Ocon Films), productor también de otras series infantiles como Los Aurones o Los Fruittis.
La serie se estrenó el sábado 18 de abril de 1992 en La1 de TVE, pero el 5 de diciembre de ese mismo año ( y tras 32 episodios en la cadena pública) continua emitiéndose en Antena 3 hasta su finalización.

## Personajes
- Delfy: El protagonista, un valiente, inteligente y amigable delfín.
- Cheese: Una delfina que está enamorada de Delfy.
- Rudy: Un cangrejo que va con gafas de buceo porque no ve sin ellas.
- Fasty: Un cangrejo ermitaño que es muy curioso.
- Baby-Whale: Un bebé ballena que es aventurero y que siempre se mete en líos.
- Carasapo: Un rape que es creativo y siempre se está disfrazando.
- Dan: Una morsa, guardia del faro.
- Mick: Un sabueso amable y bueno.
- Gigi: Una perra, hermana de Mick.
- Capitán Vinagre: Un buitre malvado que siempre está tramando de las suyas.
- Boing: Un canguro aliado del Capitán Vinagre.
- Sharky: Un tiburón feroz y jefe Del Capitán Vinagre.
- Sharko: Un tiburón amigo de Sharky que siempre predice que todo va a salir mal.

## Capítulos
1. El tesoro del galeón
2. El mar en peligro
3. La flauta de Hamelín
4. El talismán de la discordia
5. El diamante griego
6. El mago travieso
7. La gran carrera
8. Sopa de cangrejo
9. La flora mágica
10. El bebé de la discordia
11. Fantasmas
12. El faro en peligro
13. El cangrejo invisible
14. La costa del oro
15. Martes y trece
16. La mancha siniestra
17. La invasión de las plantas
18. Desaparición misteriosa
19. La canica de la suerte
20. ¿Dónde está la bomba?
21. El día del deporte
22. Super-Carasapo
23. Los amigos del mar
24. El barco basurero
25. Máquinas modernas
26. La ostra poeta
27. 1, 2, 3 ¡hop!
28. Rudy se hace arqueólogo
29. Una estrella en el mar
30. El concurso de belleza
31. El ladrón del mar
32. El Dr. Carasapo
33. Los piratas del faro
34. Un golpe de mala suerte
35. La máquina de fuego
36. Santa Claus se queda sin regalos
37. El cumpleaños de Delfy
38. La jubilación de Dan
39. La pócima del sueño
40. Delirios de grandeza
41. El doble de Vinagre
42. Llegan las vacaciones
43. Cetáceos en conserva
44. El colador de ozono
45. El último de los míos
46. Radiactivamente en peligro
47. Marea negra
48. General McBoom
49. Hielo dorado en la Antártida
50. Los invasores del espacio
51. Tiburón 25
52. Esponjas asesinas
53. Villavinagre 2002
54. La escapada de Baby-whale
55. La gruta siniestra
56. Carasapo se enamora
57. Encuentros en la bahía
58. Los robinsones
59. El juguete
60. Congelados
61. La sardina aventurera
62. Lo que la cloaca se llevó
63. tierra de nadie
64. Por fin Parque Nacional
65. La ley del mar
66. Tú no eres tú, yo no soy yo
67. A sus órdenes, mi Capitán
68. La costa en armas
69. El galeón embrujado
70. Querer es poder
71. ¡Qué ha de nuevo, amigos!
72. Siempre joven
73. El héroe invisible
74. Llantos de ballenato
75. Uno, dos y tres
76. Del mar a la luna
77. Fichado
78. Amnesia
79. El otro
80. El fin del mundo
81. Horizontes cercanos
82. A través des tiempo
83. Convencidos
84. En busca de la juventud perdida
85. O el mar o yo
86. ¡Calor!
87. Una oferta de película
88. El espía que vino del mar
89. Verdades y mentiras
90. Culpable, inocente
91. Sobresalados

- Datos: Q2919683